# 留米夫西克
47°24′6″N 31°30′28″E / 47.40167°N 31.50778°E
留米夫西克（烏克蘭語：Рюмівське），是烏克蘭的村落，位於該國南部尼古拉耶夫州，由沃茲涅先斯克區負責管轄，面積0.58平方公里，海拔高度6米，2001年人口115，人口密度每平方公里197.9人。